# Alfons Bauer (Komponist)
Alfons Bauer (* 13. Mai 1920 in München-Freundorf; † 3. Februar 1997) war ein deutscher Komponist und Zitherspieler. 

## Leben
Alfons Bauer erlernte als 8-Jähriger das Zitherspiel und nahm als 15-Jähriger seine erste Schallplatte auf. Nach der Schule erlernte er zunächst den Beruf des Hutmachers, da seine Eltern ein Hutmachergeschäft betrieben. Anschließend studierte er am Konservatorium in München Klavier und Tonsatz. Alfons Bauer arbeitete hauptsächlich im Studio und trat weniger live auf. Für seine innovativen Rundfunk- und Schallplattenproduktionen stellte er verschiedene Besetzungen zusammen, bestehend aus professionellen Orchestermusikern. Eine langjährige Zusammenarbeit verband Alfons Bauer mit dem Akkordeonvirtuosen Georg Schwenk, der auch zahlreiche Titel für ihn arrangierte. Bis in die 1950er Jahre hatte er schon mehr als 1 Million Schallplatten mit seiner Zither verkauft. Dann gründete er eine eigene Schallplattenfirma und war auf dem Sektor der volkstümlichen Musik tätig. Er schrieb auch Titel für andere Künstler, zum Beispiel für Maria und Margot Hellwig, Hansl Krönauer und Esther Egli. Er komponierte über 200 Titel. Auch in der DDR war Alfons Bauer sehr populär, seine Titel wurden dort vor allem in den 1950er und 1960er Jahren oft im Rundfunk gespielt. Viele davon erschienen auch auf Schallplatte. 1972 veröffentlichte er in der Bundesrepublik Deutschland eine Schallplatte des bekannten DDR-Volksmusikers Herbert Roth.
Bauer spielte auch zusammen mit dem Orchester James Last und dem Berliner Rundfunkorchester Melodien von Johann Strauss bis Robert Stolz und Ralph Benatzky ein. Er gehörte zusammen mit Rudi Knabl zu den erfolgreichsten Zitherspielern des 20. Jahrhunderts.
Er war seit 1968 verheiratet mit der Sängerin und Folklore-Tänzerin Rita geb. Fendt. Aus seiner ersten Ehe hat er eine Tochter.
Sein Grab befindet sich auf dem Waldfriedhof in Gauting.

## Ehrungen
Alfons Bauer erhielt zahlreiche Auszeichnungen, darunter 1975 die Hermann-Löns-Medaille.

## Erfolgstitel
- Grüß mir mein München 1945
- Weiß-Blau 1945
- Blumen aus Bayern 1948
- Bayerische Heimat 1956
- Köhlerliesel 1957
- Ferien Polka 1963

## Diskografie
Alben:
- Alpenzauber
- Auf der Alm
- Auf'n Tanzboden
- Bei fröhlichem Zitherklang
- Beim Heurigen mit..Alfons Bauer
- Das große Heimatlieder-Potpourri
- Das große Wanderlieder-Potpourri
- Die schönste Hackbrett Musi
- Die schönste Saitenmusik 2 (& Horst Ramthor/Rita Bauer)
- Die Zither, der Walzer und der Wein
- Ein Alpengruß mit Lolita & Alfons Bauer
- Ein Bayer in Paris (& Rene-Maquet, Georg Schwenk)
- Ein großer Alfons-Bauer-Melodien-Strauß
- Festliche Hausmusik
- Fröhliche Zitherklänge (mit Rudi Knabl)
- Für Freunde der Zither Folge 2
- Goldene Schrammel-Klänge mit..Alfons Bauer
- Goldene Zitherklänge
- Im Happy Zither Sound
- Im Krug zum grünen Kranze Schrammelmusik
- Moskauer Nächte
- Party bei Alfons (mit Sextett)
- Schrammelmusi (mit Ferry Gruber)
- Singendes klingendes Alpenland (mit den Weilheimer Vier und den Sterntaler Musikanten)
- Sonntagskonzert (mit dem Großen Rundfunkorchester Berlin)
- Caruso der Berge (zusammen mit Sepp Viellechner)
- Alfons Bauer spielt auf
- Alfons Bauer spielt Robert Stolz
- Alfons Bauer spielt unvergängliche Freundorfer Melodien
- Alfons Bauer und seine Almdudler
- Vom Isartal zum Tegernsee
- Walzerkönig und Zitherkönig
- Wildschütz Jennerwein
- Waldmünchener Polka